# Relinda
A Relinda germán eredetű női név, jelentése sereg vagy sors + hársfa pajzs.

## Rokon nevek
Linda

## Gyakorisága
Az 1990-es években szórványos név, a 2000-es években nem szerepel a 100 leggyakoribb női név között.

## Névnapok
- február 13.[2]
- március 22.[2]
- augusztus 13.[2]